# Ekerö (đô thị)
Đô thị Ekerö (tiếng Thụy Điển: Ekerö kommun) là một đô thị ở hạt Stockholm của Thụy Điển. Thủ phủ là thị xã Ekerö. Dân số thời điểm 31 tháng 12 năm 2000 là 22266 người.